# DOSBox
DOSBox je emulátor operačního systému MS-DOS používající knihovnu SDL, která umožňuje snadnou přenositelnost na jiné platformy. DOSBox je v současnosti portován na platformy Windows, BeOS, Linux, macOS a další. První verzi (0.50) nasdíleli v roce 2002 nizozemští programátoři Peter Veenstra a Sjoerd van der Berg. DOSBox se poté stal de facto standardem pro spouštění DOSových her. 

## Použití
DOSBox emuluje jako použitý hardware procesory Intel 8088/286/386/Pentium v reálném nebo chráněném režimu, souborový systém FAT16, grafické karty typu Tandy/Hercules/CGA/EGA/VGA/VESA/SVGA a zvuky PC Speaker/Sound Blaster/Gravis Ultra Sound pro zajištění kompatibility se starými videohrami.
DOSBox slouží především pro možnost hraní starých her určených původně pro MS-DOS na současných výkonných počítačích, které již neumožňují ze spousty důvodů provoz těchto her. DOSBox umožňuje škálovat výkon stroje od úrovně výkonu počítače s procesorem Intel 286 až po Intel 486, případně vyšší. Výsledný výkon DOSBoxu je závislý na výkonu hostitelského stroje, DOSBox je schopen emulovat výkon od 4.77 MHz a moderní sestavy až do úrovně počítače s procesorem Pentium III 500 MHz.
Při porovnání s Microsoft Virtual PC 2004 může být DOSBox pomalejší. Výhodou DOSBoxu je však možnost škálování výkonu (Microsoft Virtual PC 2004 není schopen běžnými prostředky snížit výkon) a nepotřebnost MS-DOS, který je součástí DOSBoxu (pro Virtual PC je nutné licenci pro MS-DOS vlastnit). Virtual PC však již není k dispozici oficiálně ke stažení a je nekompatibilní s Windows 8 a 10. Ke spouštění starších Windows se tak často využívá Oracle VirtualBox.
DOSBox využívaly k distribuci svých starších her takové firmy jako id Software, Blizzard, LucasArts, 2K Games a Electronic Arts.

## Podrobnosti
DOSBox je emulátor emulující úplné prostředí systému MS-DOS. Hardware a software jsou od sebe odděleny, je možné dokonce zavádět i jiné systémy v DOSBoxu (obsahuje vlastní zavaděč). Prioritou autorů DOSBoxu je však poskytnout prostředí co nejvíce kompatibilní s MS-DOS určené k provozu starých her vytvořených pro počítače s procesorem Intel 286–486 nebo kompatibilním, včetně matematického koprocesoru.
Kromě běžných hardwarových komponent jakými jsou procesor, grafická a zvuková karta umožňuje DOSBox emulovat současné herní ovladače (joystick, gamepad) v DOSBoxu jako zařízení s konektorem typu gameport (tehdejší typické rozhraní pro joysticky, gamepady a volanty). Dále umožňuje DOSBox emulovat sítě IPX/SPX (skrz TCP/IP), přímé sériové spojení nebo pomocí modemu. Pro DOSBox existuje přídavné GUI D-Fend, které zjednodušuje neobratnou práci v příkazové řádce.